# Maurice Martens
Maurice Martens (* 5. června 1947, Aalst) je bývalý belgický fotbalista, obránce. S belgickou reprezentací získal stříbro na mistrovství Evropy v roce 1980 (na turnaji nenastoupil) a bronz na mistrovství Evropy 1972 (odehrál semifinálové utkání). Zúčastnil se též mistrovství světa v roce 1970, ale do bojů na turnaji nezasáhl. Za národní tým nastupoval v letech 1971–1980 a odehrál za něj 26 utkání, v nichž vstřelil 2 branky. Na klubové úrovni hrál za Anderlecht Brusel (1967–1971) a Racing White Daring Molenbeek (1971–1983). S Anderlechtem se stal mistrem Belgie v sezóně 1967/68, s Molenbeekem v sezóně 1974/75. V roce 1973 byl vyhlášen nejlepším hráčem belgické ligy.